# كزافييه بارتليت
كزافييه بارتليت (17 ديسمبر 1998 في أستراليا - ) (بالإنجليزية: Xavier Bartlett)‏ هو لاعب كريكت أسترالي. لعب مع فريق أستراليا 11 ‏ وفريق كوينسلاند للكريكت ‏.

## وصلات خارجية
- كزافييه بارتليت على موقع إي آس بي آن كريك إنفو (الإنجليزية)